# Dolores Rupp
Dolores Mächler-Rupp (ur. 14 lipca 1973) – szwajcarska kolarka górska, brązowa medalistka mistrzostw Europy.

## Kariera
Największy sukces w karierze Dolores Rupp osiągnęła w 2007 roku, kiedy podczas mistrzostw Europy w Kapadocji zdobyła brązowy medal w maratonie. W zawodach tych wyprzedziły ją jedynie Norweżka Gunn-Rita Dahle Flesjå oraz Finka Pia Sundstedt. Była ponadto czwarta na mistrzostwach świata w maratonie MTB w Oisans w 2006 roku, gdzie przegrała walkę o podium z Holenderką Elsbeth van Rooij-Vink. Na rozgrywanych dwa lata później mistrzostwach świata w Val di Sole zajęła jedenaste miejsce w cross-country. Dwukrotnie stawała na podium zawodów Pucharu Świata, ale nie odniosła zwycięstwa. Najlepiej wypadła w sezonie 2006, który ukończyła na jedenastej pozycji. Nigdy nie wystąpiła na igrzyskach olimpijskich.